# Made in Switzerland (Film)
Made in Switzerland ist ein Kurzfilm aus dem Jahr 1981 des Schweizer Regisseurs Erich Langjahr. Es handelt sich dabei um eine Kurzreportage des Staatsbesuches von Queen Elizabeth II. mit ihrem Gatten Prince Philip 1980 in der Schweiz.

## Entstehung
Der Film «Made in Switzerland» entstand aus Anlass des offiziellen Staatsbesuches von Queen Elisabeth II. zusammen mit ihrem Gatten Prince Philip in der Schweiz vom 29. April bis 2. Mai 1980.
Erich Langjahr hatte spontan die Idee, diesen Anlass mit seiner Kamera zu begleiten. Dafür musste er sich bei der Pressestelle in Bern akkreditieren lassen.
2020 wurde der Film mit Hilfe von Memoriav (Verein zur Erhaltung des audiovisuellen Kulturgutes der Schweiz) digital restauriert.

## Inhalt
«Made in Switzerland» ist eine Reportage über den Besuch der englischen Königin in der Schweiz, der nicht in erster Linie etwas über die Queen aussagt, dafür umso mehr über die Schweizer und Schweizerinnen.
Der Film zeigt Menschliches auf. Menschlich ist der Respekt, der all jene befällt, welche die Ehre haben, einer Queen die Hand zu drücken. Minutenlang ist zu sehen, wie Würdenträger auf dem Flughafen und an der Gartenausstellung «Grün 80» der englischen Königin die Hand zum Gruss reichen.
Erich Langjahr war mit seiner Kamera aber nicht nur da, als die Queen mithalf eine Blutbuche einzupflanzen oder als sie das Rütli besuchte. Er war auch hinter den Kulissen bei den Vorbereitungen dabei, etwa beim Ausrollen und Staubsaugen des roten Teppichs.
Erich Langjahr versteht seinen Kurzfilm auch als eine Hommage an die Schweizer Filmwochenschau, die bereits 1975 abgeschafft worden war.

## Rezeption
Der Film «Made in Switzerland» wurde an verschiedenen Festivals im In- und Ausland gezeigt, so unter anderem an den 16. Solothurner Filmtagen, am 13. Int. Filmfestival Nyon, am 18. Int. Filmfestival in Krakau, am 23. Int. Filmfestival Bilbao, an der 30. Int. Filmwoche Mannheim, wo er der Eröffnungsfilm war und am 36. Internationalen Filmfestival in Edinburgh.
Zum Zeitpunkt seines Erscheinens 1981 wurde der Film zum Teil als Satire aufgefasst und weniger als Zeitdokument.
Der Historiker Michael van Orsouw schrieb 2019 in der Reihe NZZ Geschichte einen Beitrag über den Besuch der Queen in der Schweiz. Er erwähnte am Schluss seines Artikels den Film von Erich Langjahr ausdrücklich als Quelle.

## Auszeichnungen
- Studienprämie des eidgenössischen Departements des Innern (EDI)

## Weblink
- https://www.langjahr-film.ch/pagina.php?0,0,1,0,9,0,